# Zespół Barraquera-Simonsa
Zespół Barraquera-Simonsa (ang. Barraquer-Simons disease, acquired partial lipodystrophy) – postać lipodystrofii, zazwyczaj dotycząca głowy i klatki piersiowej. Jako pierwsi jednostkę chorobową opisali Luis Barraquer Roviralta i Arthur Simons. W części przypadków dowiedziono związku choroby z mutacjami genu LMNB2 w locus 19p13.3, kodującym białko laminę B2, co pozwoliło zaliczyć tę chorobę do grupy laminopatii.